# Fernand Ledoux
Fernand Ledoux (24 de enero de 1897 – 21 de septiembre de 1993) fue un actor teatral, cinematográfico y televisivo francés de origen belga.

## Biografía
Su nombre completo era Jacques Joseph Félix Fernand Ledoux, y nació en Tirlemont, Bélgica. Sus padres eran un comerciante de vinos y la hija de una encajera. Ledoux estudió en Tirlemont, y más adelante en un seminario en Sint-Truiden.
En 1919, finalizada la Primera Guerra Mundial, llegó a París, Francia, donde siguió los cursos de Raphaël Duflos en el Conservatorio Nacional Superior de Arte Dramático, obteniendo un segundo premio de comedia. Enseguida debutó interpretando pequeños papeles, particularmente con la Comédie-Française. Aunque el cine le hizo un actor popular con casi 80 películas, Ledoux fue, ante todo, un hombre de teatro. Así, desde 1931 a 1942 fue miembro de la Comédie-Française, compañía teatral de la que formaba parte desde 1921.
Jacques Feyder, que le había descubierto en el Conservatorio, le ofreció su primer papel en el cine con el film La Faute d'orthographe, rodado en 1919, trabajando de nuevo con él en L'Atlantide en 1921. Ledoux, que a los 23 años de edad se había nacionalizado francés, destacó en el cine en cintas como La Bête humaine (1938), de Jean Renoir, y Volpone (1941), de Maurice Tourneur.
En 1938, Pierre Dux, Fernand Ledoux y Alfred Adam iniciaron unos cursos teatrales en un estudio localizado en el último piso del Teatro Pigalle. 
En 1942, durante la Segunda Guerra Mundial, abandonó sus actividades en la Comédie-Française para evitar actuar ante los ocupantes alemanes, dedicándose exclusivamente al cine. Ese mismo año destacaron sus actuaciones en Goupi Mains Rouges, de Jacques Becker, y en Les Visiteurs du soir, de Marcel Carné. Otro de sus papeles destacados, el de un francés gruñón, lo interpretó en 1956 en la película Papa, maman, ma femme et moi, con Robert Lamoureux. 
Entre 1958 y 1967 dio cursos de arte dramático en el Conservatorio Nacional Superior de Arte Dramático, siendo algunos de sus alumnos más notables Suzanne Flon, Claude Brosset, Guy Tréjan, Élisabeth Alain, Jacques Lassalle y Michel Duchaussoy.
Además de sus actuaciones en el cine francés, Ledoux también trabajó en el cine estadounidense, en producciones como El día más largo (1961) o Up from the beach (1964),  de Robert Parrish. Entre los grandes directores para los cuales actuó figuran Orson Welles, Jacques Demy y Claude Chabrol. Ledoux se retiró de la pantalla tras rodar en 1981 Mille milliards de dollars, de Henri Verneuil. 
Fernand Ledoux estuvo casado con Fernande Thabuy, fallecida en 1997, y con la que tuvo cuatro hijos.
Gran amante de la costa de Normandía, Francia, vivió en Pennedepie y después en Villerville, donde falleció en 1993, a los 96 años de edad. Fue enterrado en dicha localidad.

## Filmografía

### Cine
| - 1918 : La Faute d'orthographe, de Jacques Feyder - 1919 : Le Carnaval des vérités, de Marcel L'Herbier - 1919 : Le Fils de monsieur Ledoux, de Henry Krauss - 1920 : Villa destin, de Marcel L'Herbier - 1920 : L'Atlantide, de Jacques Feyder - 1922 : Molière, sa vie, son oeuvre, de Jacques de Féraudy - 1932 : L'Homme à la barbiche, de Louis Valray - 1934 : Le Train de huit heures quarante-sept, de Henry Wulschleger - 1935 : Les Souliers, de Maurice Cloche - 1935 : Folies-Bergère, de Marcel Achard y Roy Del Ruth - 1936 : Mayerling, de Anatole Litvak - 1936 : Le Vagabond bien-aimé, de Curtis Bernhardt - 1936 : Tarass Boulba, de Alexis Granowsky - 1938 : La bestia humana, de Jean Renoir - 1938 : Alerte en Méditerranée, de Léo Joannon - 1938 : Altitude 3200, de Jean Benoît-Lévy y Marie Epstein - 1941 : Volpone, de Maurice Tourneur - 1941 : Premier Rendez-vous, de Henri Decoin - 1941 : Remorques, de Jean Grémillon - 1941 : L'Assassinat du père Noël, de Christian-Jaque - 1941 : Premier Bal, de Christian-Jaque - 1942 : Le Lit à colonnes, de Roland Tual - 1942 : La Loi du 21 juin 1907, de Sacha Guitry - 1942 : Les Visiteurs du soir, de Marcel Carné - 1943 : Untel Père et Fils, de Julien Duvivier - 1943 : La Grande Marnière, de Jean de Marguenat - 1943 : Goupi Mains Rouges, de Jacques Becker - 1943 : Des jeunes filles dans la nuit, de René Le Hénaff - 1943 : Etoiles de demain, de René Guy-Grand - 1943 : L'Homme de Londres, de Henri Decoin - 1944 : Béatrice devant le désir, de Jean de Marguenat - 1945 : La Fille aux yeux gris, de Jean Faurez - 1945 : Sortilèges, de Christian-Jaque - 1946 : La Fille du diable, de Henri Decoin - 1946 : La Rose de la mer, de Jacques de Baroncelli - 1947 : Danger de mort, de Gilles Grangier - 1948 : Éternel conflit, de Georges Lampin - 1948 : L'Ombre, de André Berthomieu - 1949 : Pattes blanches, de Jean Grémillon - 1949 : Le Mystère Barton, de Charles Spaak - 1949 : Monseigneur, de Roger Richebé - 1949 : Histoires extraordinaires, de Jean Faurez | - 1949 : Symphonie d'un destin, de Georges Ferry - 1952 : Les loups chassent la nuit, de Bernard Borderie - 1953 : Act of love, de Anatole Litvak - 1953 : On ne badine pas avec l'amour, de Jean Desailly - 1953 : Moïse, documental de Bernard de Pré - 1953 : Masques et visages de James Ensor, documental de Paul Haesaerts - 1954 : Papa, maman, la bonne et moi, de Jean-Paul Le Chanois - 1954 : Napoléon, de Sacha Guitry - 1954 : La Barrique d'amontillado, corto en el film Histoires extraordinaires, de Jean Faurez - 1955 : Fortune carrée, de Bernard Borderie - 1955 : Les Hommes en blanc, de Ralph Habib - 1956 : Papa, maman, ma femme et moi, de Jean-Paul Le Chanois - 1956 : La Loi des rues, de Ralph Habib - 1956 : Les Aventures de Till l'espiègle, de Gérard Philipe y Joris Ivens - 1957 : El que debe morir, de Jules Dassin - 1957 : Les Violents, de Henri Calef - 1958 : Les Misérables, de Jean-Paul Le Chanois - 1958 : Christine, de Pierre Gaspard-Huit - 1959 : J'irai cracher sur vos tombes, de Michel Gast - 1960 : Cartagine in flamme, de Carmine Gallone - 1960 : Recours en grâce, de László Benedek - 1960 : La Vérité, de Henri-Georges Clouzot - 1961 : The big gamble, de Richard Fleischer y Elmo Williams - 1962 : El día más largo, de Ken Annakin, Andrew Marton, Bernhard Wicki y Darryl Zanuck - 1962 : Freud, pasión secreta, de John Huston - 1962 : El proceso, de Orson Welles - 1963 : Le Glaive et la Balance, de André Cayatte - 1965 : Up from the beach, de Robert Parrish - 1965 : La Communale, de Jean L'Hôte - 1968 : Sous le signe du taureau, de Gilles Grangier - 1970 : Peau d'âne, de Jacques Demy - 1973 : Moi y'en a vouloir des sous, de Jean Yanne - 1973 : Bel Ordure, de Jean Marbœuf - 1973 : Les Granges brûlées, de Jean Chapot - 1974 : Les Chinois à Paris, de Jean Yanne - 1977 : Alice ou la Dernière Fugue, de Claude Chabrol - 1977 : À chacun son enfer, de André Cayatte - 1982 : Mille milliards de dollars, de Henri Verneuil - 1982 : Les Misérables, de Robert Hossein |

### Televisión
- 1950 : Le Malade imaginaire, de Bernard Hecht
- 1962 : Les Célibataires, de Jean Prat
- 1966 y 1968 : Au théâtre ce soir : Kostia / Marinier
- 1966 : Au théâtre ce soir : Le Père de Mademoiselle, de Roger-Ferdinand, escenografía de Fernand Ledoux, dirección de Georges Folgoas, Teatro Marigny
- 1967 : La Route d'un homme
- 1968 : Au théâtre ce soir : La Locomotive, de André Roussin, escenografía del autor, dirección de Pierre Sabbagh, Teatro Marigny
- 1968 : L'Orgue fantastique, de Jacques Trébouta y Robert Valey
- 1973 : La Barque sans pêcheur
- 1975 : Le Père Amable, de Claude Santelli
- 1977 : Attention chien méchant, de Roland-Bernard
- 1978 : Le Devoir de français, de Jean-Pierre Blanc
- 1981 : Ursule Mirouët, de Marcel Cravenne
- 1982 : Jules et Juju, de Yves Ellena
- 1984 : L'Héritage, de Maurice Failevic

## Teatro

### Actor en laComédie-Française
- 1920 : Le Repas du lion, de François de Curel
- 1920 : La Mort enchaînée, de Maurice Magre
- 1920 : Les Effrontés, de Émile Augier
- 1920 : Les Deux Écoles, de Alfred Capus
- 1920 : Barberine, de Alfred de Musset, escenografía de Émile Fabre
- 1921 : Le Sicilien ou l'Amour peintre, de Molière
- 1921 : Un enemigo del pueblo, de Henrik Ibsen
- 1921 : Les Fâcheux, de Molière
- 1922 : Le Paon, de Francis de Croisset
- 1922 : Marion Delorme, de Victor Hugo
- 1922 : L'Amour veille, de Gaston Arman de Caillavet y Robert de Flers
- 1922 : Le Chevalier de Colomb, de François Porché
- 1922 : Ésope, de Théodore de Banville
- 1923 : Le Carnaval des enfants, de Saint-Georges de Bouhélier
- 1923 : Rome vaincue, de Alexandre Parodi
- 1923 : Les Deux Trouvailles de Gallus, de Victor Hugo
- 1923 : Un homme en marche, de Henry Marx
- 1923 : La Veille du bonheur, de François de Nion y Georges de Buysieulx
- 1923 : La fierecilla domada, de William Shakespeare
- 1923 : Florise, de Théodore de Banville
- 1923 : Oreste, de René Berton a partir de Ifigenia entre los tauros, de Eurípides
- 1923 : Jean de La Fontaine ou Le Distrait volontaire, de Louis Geandreau y Léon Guillot de Saix
- 1923 : Poliche, de Henry Bataille
- 1924 : Molière et son ombre, de Jacques Richepin
- 1924 : Les Trois Sultanes, de Charles-Simon Favart
- 1924 : La Bonne Mère, de Jean-Pierre Claris de Florian
- 1924 : La Dépositaire, de Edmond Sée, Comédie-Française en el Teatro del Odéon
- 1924 : Edipo en Colono, de Sófocles
- 1924 : La Reprise, de Maurice Donnay
- 1925 : Bettine, de Alfred de Musset
- 1925 : Les Corbeaux, de Henry Becque
- 1925 : Fantasio, de Alfred de Musset
- 1925 : Maître Favilla, de Jules Truffier a partir de George Sand
- 1925 : Dupont et Durand, de Alfred de Musset
- 1926 : Samson, de Henry Bernstein
- 1929 : Le Marchand de Paris, de Edmond Fleg
- 1929 : La Belle Marinière, de Marcel Achard
- 1930 : Le Carrosse du Saint-Sacrement, de Prosper Mérimée, escenografía de Émile Fabre
- 1930 : Les Trois Henry, de André Lang, escenografía de Émile Fabre
- 1930 : Moi, de Eugène Labiche y Édouard Martin, escenografía de Charles Granval
- 1931 : La Belle Aventure, de Gaston Arman de Caillavet, Robert de Flers y Étienne Rey
- 1932 : La Navette, de Henry Becque, escenografía de Émile Fabre
- 1932 : L'Âge du fer, de Denys Amiel
- 1933 : Coriolano, de William Shakespeare, escenografía de Émile Fabre
- 1934 : La Couronne de carton, de Jean Sarment
- 1934 : Martine, de Jean-Jacques Bernard, escenografía de Émile Fabre
- 1936 : Hedda Gabler, de Henrik Ibsen, escenografía de Lugné-Poe
- 1936 : Le Voyage à Biarritz, de Jean Sarment, escenografía del autor
- 1936 : L'Âne de Buridan, de Gaston Arman de Caillavet, Robert de Flers, escenografía de Pierre Bertin
- 1936 : La Rabouilleuse, de Émile Fabre a partir de Honoré de Balzac, escenografía de Émile Fabre
- 1937 : Chacun sa vérité, de Luigi Pirandello, escenografía de Charles Dullin
- 1937 : Boubouroche, de Georges Courteline, escenografía de Fernand Ledoux
- 1938 : Los negocios son los negocios, de Octave Mirbeau, escenografía de Fernand Ledoux
- 1938 : Le Vieil Homme, de Georges de Porto-Riche, escenografía de Édouard Bourdet
- 1937 : Asmodée, de François Mauriac, escenografía de Jacques Copeau
- 1938 : Hedda Gabler, de Henrik Ibsen, escenografía de Lugné-Poe
- 1938 : L'Otage, de Paul Claudel, escenografía de Émile Fabre
- 1938 : L'anglais tel qu'on le parle, de Tristan Bernard
- 1938 : Les Folies amoureuses, de Jean-François Regnard, escenografía de Fernand Ledoux
- 1938 : Le Fanal, de Gabriel Marcel, escenografía de Pierre Dux
- 1938 : El burgués gentilhombre, de Molière, escenografía de Denis d'Inès
- 1938 : Ruy Blas, de Victor Hugo, escenografía de Pierre Dux
- 1938 : Cantique des cantiques, de Jean Giraudoux, escenografía de Louis Jouvet
- 1938 : Le Médecin volant, de Molière, escenografía de Fernand Ledoux
- 1938 : Le Testament du Père Leleu, de Roger Martin du Gard
- 1938 : Cyrano de Bergerac, de Edmond Rostand, escenografía de Pierre Dux
- 1939 : Le Mariage de Figaro, de Beaumarchais, escenografía de Charles Dullin
- 1939 : La Belle Aventure, de Gaston Arman de Caillavet, Robert de Flers y Étienne Rey
- 1940 : On ne badine pas avec l'amour, de Alfred de Musset, escenografía de Pierre Bertin
- 1940 : Vingt-neuf degrés à l'ombre, de Eugène Labiche, escenografía de André Brunot
- 1940 : L'Âne de Buridan, de Gaston Arman de Caillavet, Robert de Flers, escenografía de Pierre Bertin
- 1940 : Noche de reyes, de William Shakespeare, escenografía de Jacques Copeau
- 1941 : Noé, de André Obey, escenografía de Pierre Bertin
- 1941 : Feu la mère de Madame, de Georges Feydeau, escenografía de Fernand Ledoux
- 1951 : Chacun sa vérité, de Luigi Pirandello, escenografía de Julien Bertheau
- 1951 : Le Dindon, de Georges Feydeau, escenografía de Jean Meyer
- 1951 : Le Mariage de Figaro, de Beaumarchais, escenografía de Jean Meyer
- 1952 : Seis personajes en busca de autor, de Luigi Pirandello, escenografía de Julien Bertheau
- 1952 : Don Juan, de Molière, escenografía de Jean Meyer
- 1953 : Monsieur Le Trouhadec saisi par la débauche, de Jules Romains, escenografía de Jean Meyer
- 1953 : Asmodée, de François Mauriac, escenografía de Jacques Copeau

### Actor fuera de laComédie-Française
- 1947 : Asmodée, de François Mauriac, escenografía de Fernand Ledoux, Centre dramatique de l'Est en Colmar
- 1948 : L'anglais tel qu'on le parle, de Tristan Bernard, escenografía de André Clavé, Centre dramatique de l'Est en Colmar
- 1948 : Tartufo, de Molière, escenografía de André Clavé, Centre dramatique de l'Est en Colmar
- 1949 : Le Légataire universel, de Jean-François Regnard, escenografía de Georges Douking, Teatro des Célestins
- 1949 : Le Pain dur, de Paul Claudel, escenografía de André Barsacq, Teatro des Célestins
- 1951 : Jedermann, de Hugo von Hofmannsthal, escenografía de Charles Gantillon, Catedral de Lyon
- 1955 : Volpone, de Jules Romains y Stefan Zweig a partir de Ben Jonson, escenografía de Jean-Louis Barrault, Teatro Marigny
- 1955 : El jardín de los cerezos, de Antón Chéjov, escenografía de Jean-Louis Barrault, Teatro des Célestins
- 1958 : Les 3 Coups de minuit, de André Obey, escenografía de Pierre Dux, Teatro de l'Œuvre
- 1959 : Los secuestrados de Altona, de Jean-Paul Sartre, escenografía de François Darbon, Teatro de la Renaissance
- 1960 : La Collection Dressen, de Harry Kurnitz, adaptación de Marc-Gilbert Sauvajon, escenografía de Fernand Ledoux, Teatro des Célestins
- 1965 : Le Repos du septième jour, de Paul Claudel, escenografía de Pierre Franck, Teatro de l'Œuvre
- 1967 : La Locomotive, de André Roussin, escenografía del autor, Teatro Marigny
- 1968 : Le Père de Mademoiselle, de Roger-Ferdinand, escenografía de Fernand Ledoux, gira
- 1970 : Tartufo, de Molière, escenografía de Fernand Ledoux
- 1973 : Las mujeres sabias, de Molière, escenografía de Michel Debane, Festival de Amboise
- 1974 : Coriolano, de William Shakespeare, escenografía de Jean Meyer, Festival de Lyon
- 1975 : L'Arlésienne, de Alphonse Daudet, escenografía de Fernand Ledoux, Festival de Sarlat
- 1975 : Les Misérables, de Paul Achard a partir de Victor Hugo, escenografía de Jean Meyer, Teatro de l'Agora en Évry
- 1976 : Les Misérables, de Paul Achard a partir de Victor Hugo, escenografía de Jean Meyer, Teatro des Célestins

### Director
- 1937 : Boubouroche, de Georges Courteline, Comédie-Française
- 1937 : Los negocios son los negocios, de Octave Mirbeau, Comédie-Française
- 1938 : Les Folies amoureuses, de Jean-François Regnard, Comédie-Française
- 1938 : Le Médecin volant, de Molière, Comédie-Française
- 1941 : Feu la mère de Madame, de Georges Feydeau, Comédie-Française
- 1946 : Un homme sans amour, de Paul Vialar, Teatro Apollo
- 1947 : Asmodée, de François Mauriac, Centre dramatique de l'Est
- 1951 : El misántropo, de Molière, Comédie-Française
- 1952 : Le Père de Mademoiselle, de Roger-Ferdinand, Théâtre des Variétés
- 1953 : L'Heure éblouissante, de Anna Bonacci, Teatro Antoine
- 1953 : Frère Jacques, de André Gillois, Théâtre des Variétés
- 1954 : L'Ennemi, de Julien Green, Théâtre des Bouffes-Parisiens
- 1954 : L'Homme qui était venu pour diner, de George S. Kaufman y Moss. Hart, Teatro Antoine
- 1955 : Les Petites Têtes, de Max Régnier, Teatro Michel
- 1960 : Hamlet, de William Shakespeare, Festival de Alsacia
- 1960 : La Collection Dressen, de Harry Kurnitz, adaptación de Marc-Gilbert Sauvajon, Teatro des Célestins
- 1968 : Le Père de Mademoiselle, de Roger-Ferdinand, gira
- 1970 : Tartufo, de Molière
- 1975 : L'Arlésienne, de Alphonse Daudet, Festival de Sarlat